# Apaturopsis
Apaturopsis är ett släkte av fjärilar. Apaturopsis ingår i familjen praktfjärilar.
Kladogram enligt Catalogue of Life:
| Apaturopsis | \| \| Apaturopsis cleochares \| \| \| \| \| \| Apaturopsis kilusa \| \| \| \| \| \| Apaturopsis paulianii \| \| \| \| \| \| Apaturopsis schultzei \| \| \| \| |
|             | \| \| Apaturopsis cleochares \| \| \| \| \| \| Apaturopsis kilusa \| \| \| \| \| \| Apaturopsis paulianii \| \| \| \| \| \| Apaturopsis schultzei \| \| \| \| |
|             | Apaturopsis cleochares |
|             | |
|             | Apaturopsis kilusa |
|             | |
|             | Apaturopsis paulianii |
|             | |
|             | Apaturopsis schultzei |
|             | |